# 2011 JA32
2011 JA32, também escrito como 2011 JA32, é um corpo menor que está localizado no disco disperso, uma região do Sistema Solar. Este corpo celeste está em uma ressonância orbital de 2:5 com o planeta Netuno. Ele possui uma magnitude absoluta de 9,8 e tem um diâmetro estimado com cerca de 48 km.

## Descoberta
2011 JA32 foi descoberto no dia 2 de maio de 2011 pelo New Horizons KBO Search.

## Órbita
A órbita de 2011 JA32 tem uma excentricidade de 0,514 e possui um semieixo maior de 60,673 UA. O seu periélio leva o mesmo a uma distância de 29,493 UA em relação ao Sol e seu afélio a 91,854 UA.